# Монастырь
Монасты́рь (через церк.-слав. манастырь, от греч. μοναστήρι(ον), μαναστήρι(ο)ν, от μονος — «одинокий, один», родств. монах) — религиозная община монахов или монахинь, имеющая единый устав, а также единый комплекс принадлежащих ей богослужебных, жилых и хозяйственных построек.
Монастыри существуют в буддизме, индуизме, христианстве (Православная и Католическая церкви, монофизитские течения).
Протестантское христианство отрицает институт монашества и монастырей не знало; тем не менее существует такое явление, как новое монашество.

## Христианские монастыри

### История

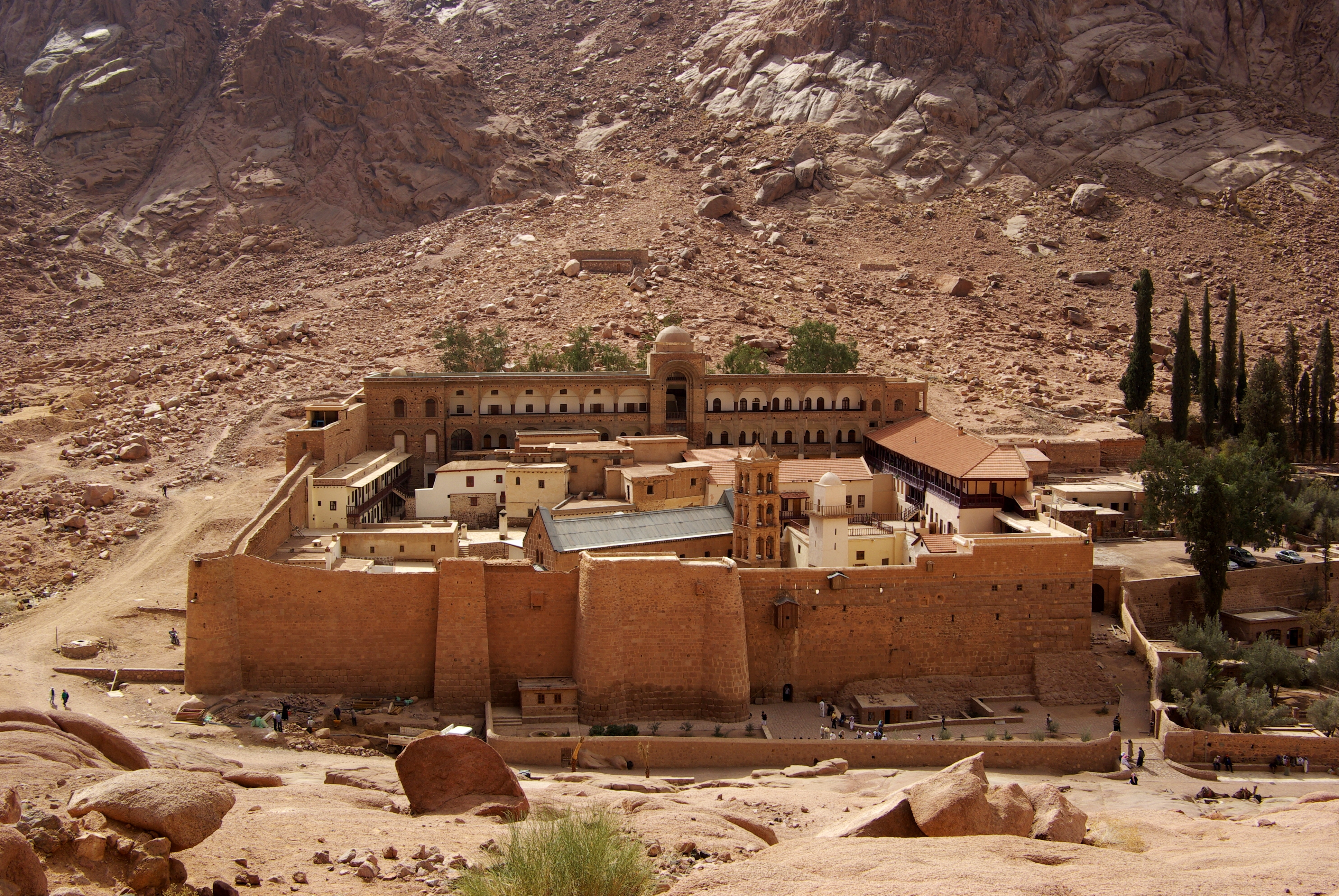
Синайский монастырь — один из древнейших непрерывно действующих христианских монастырей в мире

С III века, вследствие быстрого распространения христианства, строгость жизни среди христиан стала ослабевать; подвижники стали жить в горах, пустынях, вдали от мира и его соблазнов. Такие подвижники назывались «отшельниками» и «пустынниками», они и заложили основные принципы монашеской жизни. Родиной монашества является Египет, известный своими отцами-пустынниками IV—V веков.
Один из них, преподобный Пахомий Великий, основал первый общежительный монастырь (киновия). Он соединил разрозненные жилища последователей Антония Великого (основоположник анахоретного монашества), огородил общину стеной и составил для монахов правила дисциплины и режим дня, основанный на равномерном чередовании труда и молитвы. Для своего монастыря Пахомием был написан первый монастырский устав (318 год). После Пахомия Великого в отшельничество начало уходить всё меньше и меньше людей, и монастыри с территории Египта распространились через Палестину (Евфимиева лавра, лавра Саввы Освящённого) до Константинополя.
На Западе с традицией египетских монастырей познакомились после визита в 340 году в Рим Афанасия Великого. С этого времени монастыри начали возникать и в Западной церкви.
На Русь монашество пришло после принятия ею христианства. Основателями монашеской жизни на Руси считаются преподобные Антоний и Феодосий Печерские, жившие в основанном ими Киево-Печерском монастыре.

### Виды монашества и монастырей
Все монастыри в Российской империи разделялись на общежительные и необщежительные, штатные и заштатные.
В общежительных монахи всё необходимое получали от монастыря, а свой труд — по священнослужению и разным монастырским «послушаниям» и по назначению настоятелей предоставляли в пользу монастыря. Ни монахи, ни должностные лица с настоятелем во главе не могли здесь ничем располагать на правах собственности; настоятели избирались самими монашествующими (имеющими полное монашеское посвящение).
В необщежительных монастырях (идиоритмах) монахи, имея общую трапезу от монастыря, одежду и всё прочее, необходимое для инока, приобретали сами на даваемое им жалованье или на доходы от богослужений и от разного вида монастырского «трудоделания», произведения которого могли идти в продажу (например, выделка крестиков, икон и т. д.). Настоятели в эти монастыри назначались епархиальным архиереем с утверждения Святейшего Синода.
Штатными монастырями назывались те, которые получали содержание в известных определённых размерах и имели в своём составе число монашествующих, определённое по штату. Они разделялись на три класса по размерам выдаваемого им содержания и по степени прав. В первом классе некоторыми особенными привилегиями и правами выделялись четыре лавры и семь монастырей ставропигиальных (Соловецкий монастырь, Симонов монастырь, Донской монастырь, Новоспасский монастырь, Воскресенский — именуемый Новый Иерусалим, Заиконоспасский монастырь и Спасо-Яковлевский монастырь).
Виды монастырей:
- Аббатство — католический монастырь, управляемый аббатом (мужской) или аббатисой (женский), подчиняющийся епископу, иногда непосредственно римскому папе.
- Киновия — монастырь общежительного устава.
- Идиоритм — необщежительный монастырь.
- Лавра — название некоторых крупнейших мужских православных монастырей.
- Подворье — место проживания в городе монахов загородного монастыря, иногда с церковью при нём.
- Пустынь — монашеское поселение в традиции русского православия, обычно удалённый от основного монастыря.
- Скит — жилище отшельника, самостоятельное или структурно выделенное в монастыре уединённое жилище.

Типы расположения монастырских построек:
- c центральным размещением собора — классический тип, один из ведущих планировочных типов в русском монастырском строительстве[4][5].

### Западное монашество

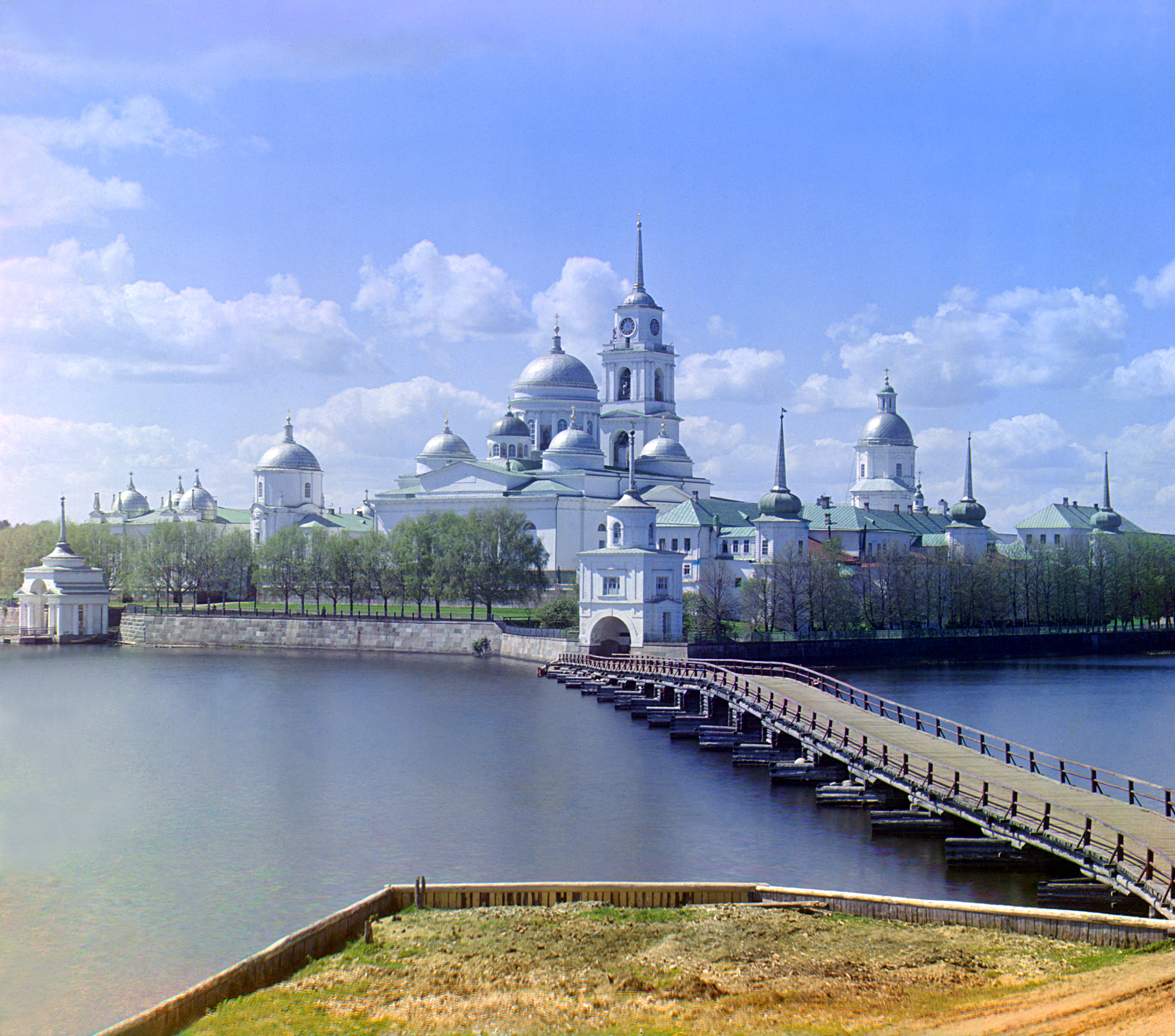
Нило-Столобенская пустынь
(фотография Сергея Прокудина-Горского, 1910 год)

### Православные монастыри
По данным на 2011 год, в Европе (не включая Россию) действуют около 859 православных монастырей, 21 — на Ближнем Востоке/в Африке, 5 — в Корее, 4 — в Южной Америке и 11 — в Австралии. По состоянию на 2008 год, в Русской православной церкви действует 804 монастыря, из них в России мужских — 234, женских — 244, в других странах СНГ и Прибалтики — 142 мужских и 153 женских.

### Монастыри в России

#### Монастыри в Русской православной церкви
По Уставу Русской православной церкви, «монастырь — это церковное учреждение, в котором проживает и осуществляет свою деятельность мужская или женская община, состоящая из православных христиан, добровольно избравших монашеский образ жизни для духовного и нравственного совершенствования и совместного исповедания православной веры».
В 1764 году, в ходе секуляризационной реформы, русские монастыри были распределены по трём классам; главу монастыря третьего, низшего класса стали называть игуменом. Отличие его от архимандрита (настоятеля монастыря первого или второго класса) заключалось в том, что при богослужениях он облачается в простую монашескую мантию и набедренник, тогда как архимандрит облачается в мантию со «скрижалями», наперсный крест, палицу и митру.
При православных монастырях были детские приюты, дети которых получали фамилию Игуменовы (Игумновы). Такая фамилия берёт своё начало от покровительства игумена монастыря над сиротами, детьми погибших героев Отечества, которые имели охранную грамоту от игумена. Их называли «неприкосновенными», «игуменовыми».

#### Римско-католические монастыри в Российской империи
Римско-Католические монастыри в пределах России были многочисленны в первой четверти XIX столетия. За их участие в восстании 1830 года они подверглись ограничениям: запрет на приём послушников, перевод монахов из одного монастыря в другой и т. п. Указом 29 декабря 1842 года из 261 монастыря, существовавшего в западных губерниях, 202 были объявлены к упразднению. Этот указ приводился в исполнение постепенно.
В 1856 году в западных губерниях существовало 47 мужских монастырей с населением в 913 человек и 25 женских монастырей с населением в 450 человек. Активное участие монастырей в мятеже 1863 года привело к дальнейшему сокращению их числа.
В начале 1866 года существовало 50 официально признанных монастырей и десять обителей, которые необходимо было упразднить по мере вымирания живущих в них монахов. В Царстве Польском ко времени мятежа 1863 года существовало 155 мужских монастырей с населением в 1635 человек и 42 женских монастыря с населением в 549 человек.
В 1864 году 71 мужской монастырь с 304 монахами и четыре женских с 14 монахинями были закрыты из-за того, что количество монахов в каждом из них не достигало канонического числа 8. Тридцать девять монастырей, насчитывавших 674 монаха, были упразднены за участие в мятеже. Таким образом, общее число монастырей в губерниях Царства Польского было низведено до 83.
Их положение было определено указами 27 октября и 22 ноября 1864 года. Монастыри разделены на штатные и нештатные, которые подлежали упразднению. Штатных монастырей положено 25 мужских и десять женских.

#### Армянские монастыри в Российской империи
В пределах Российской империи армяно-григорианские монастыри, за исключением Эчмиадзинского, были небольшими и бедными, особенно женские. В середине XIX столетия в России насчитывалось 40 армянских монастырей с 133 монахами и 34 монахинями. Кроме определённого числа монахов, послушников или послушниц, там с разрешения епархиального начальства могли жить: в мужских монастырях — престарелые и беспомощные священнослужители и причетники, а также дети неимущих священнослужителей и причетников, в особенности сироты, находящиеся на обучении к служению церкви; в женских монастырях — беспомощные и преклонных лет вдовы, дочери, а равно малолетние сироты лиц духовного звания.

## Буддийские монастыри

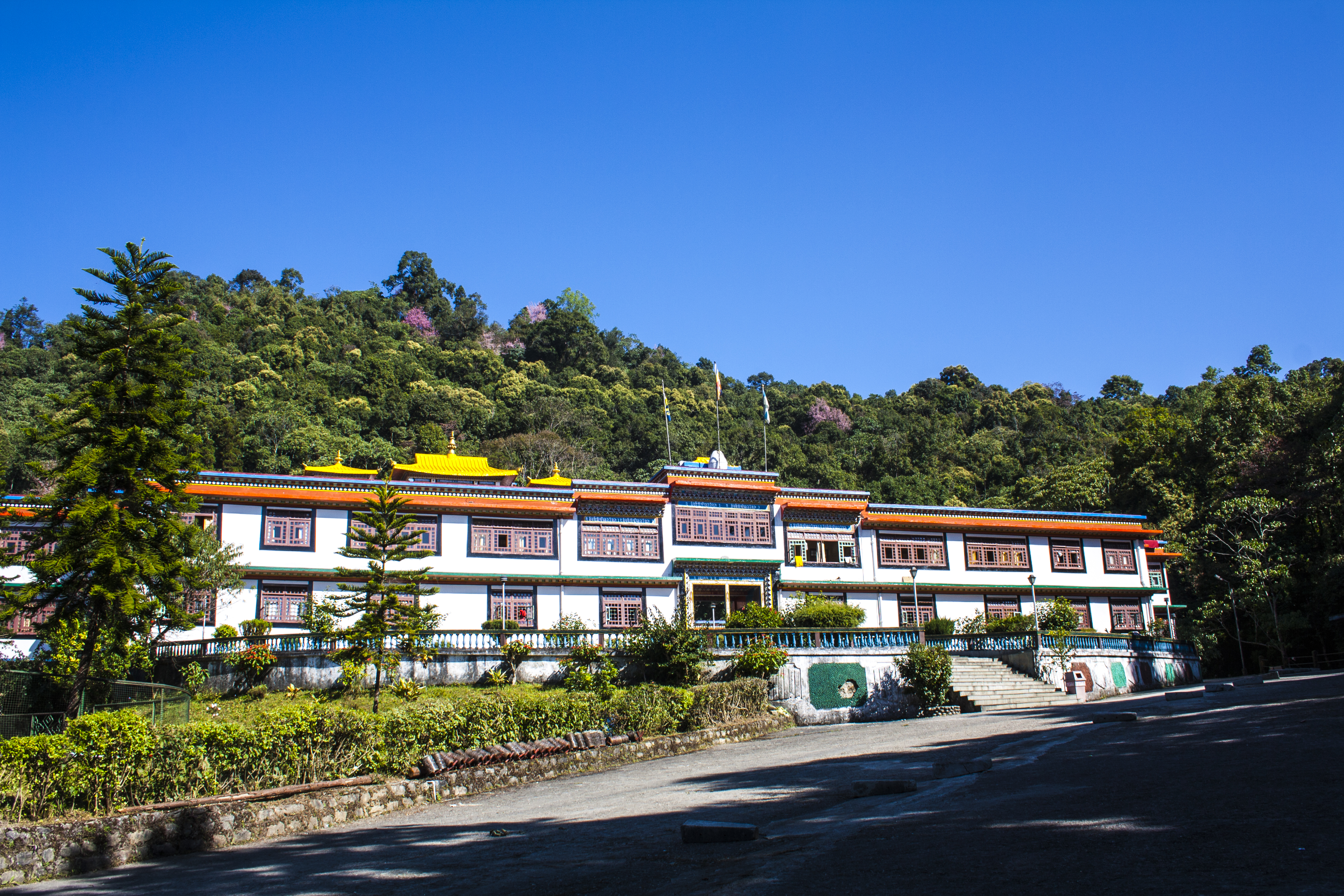
Буддийский монастырь

Начало буддийскому монашеству было положено самим основателем буддизма Гаутамой Буддой, жившим в V — IV веках до нашей эры. Многое в образе жизни буддийских монахов заимствовано у странствующих аскетов более ранних религий, некоторые из которых были учителями Будды.
Большинство буддийских монахов — не отшельники, стремящиеся жить в полной изоляции от мирского общества. Мирская и монашеская часть буддийской Сангхи довольно тесно взаимодействуют: миряне дарят монахам еду, одежду и другие необходимые вещи, и получают взамен наставление в Дхарме. Буддийские монахи и монахини обычно живут не поодиночке, а небольшими группами: например, учитель и его ученики или несколько монахов-друзей, путешествующих вместе. Чаще всего они поселяются неподалёку от поселений мирских буддистов. Обычно буддийские монахи и монахини стараются обходиться только теми вещами и благами, которые им жертвуют миряне. Мирские буддисты кормят монахов и предоставляют им укрытие, когда те в нём нуждаются.